# Saint-Benin-des-Bois
Saint-Benin-des-Bois là một xã của tỉnh Nièvre, thuộc vùng Bourgogne-Franche-Comté, miền trung nước Pháp.